# یورک بوگایویچ
یورک بوگایویچ (لهستانی: Yurek Bogayevicz؛ زادهٔ ۱۹۴۸ میلادی) بازیگر، کارگردان فیلم، فیلم‌نامه‌نویس، و تهیه‌کننده فیلم اهل لهستان است.
از فیلم‌ها یا مجموعه‌های تلویزیونی که وی در آن‌ها نقش داشته‌است می‌توان به آنا و حدود پروردگار اشاره نمود.